# Trey Burke
Alfonso Clark «Trey» Burke III (Columbus, Ohio, 12 de noviembre de 1992) es un jugador de baloncesto estadounidense que pertenece a la plantilla de los Leones de Ponce de la BSN. Con 1,83 metros de altura, juega en la posición de base.

## Carrera

### Universidad

#### Estadísticas
| Año     | Equipo   | PJ | PT | MPP  | %TC  | %3P  | %TL  | RPP | APP | ROB | TPP | PPP  |
| ------- | -------- | -- | -- | ---- | ---- | ---- | ---- | --- | --- | --- | --- | ---- |
| 2011–12 | Michigan | 34 | 32 | 36.1 | .433 | .348 | .744 | 3.5 | 4.6 | .9  | .4  | 14.8 |
| 2012–13 | Michigan | 39 | 39 | 35.3 | .463 | .384 | .801 | 3.2 | 6.7 | 1.6 | .5  | 18.6 |
| Total   | Total    | 73 | 71 | 35.7 | .450 | .367 | .777 | 3.3 | 5.7 | 1.3 | .5  | 16.9 |

### Profesional

#### NBA

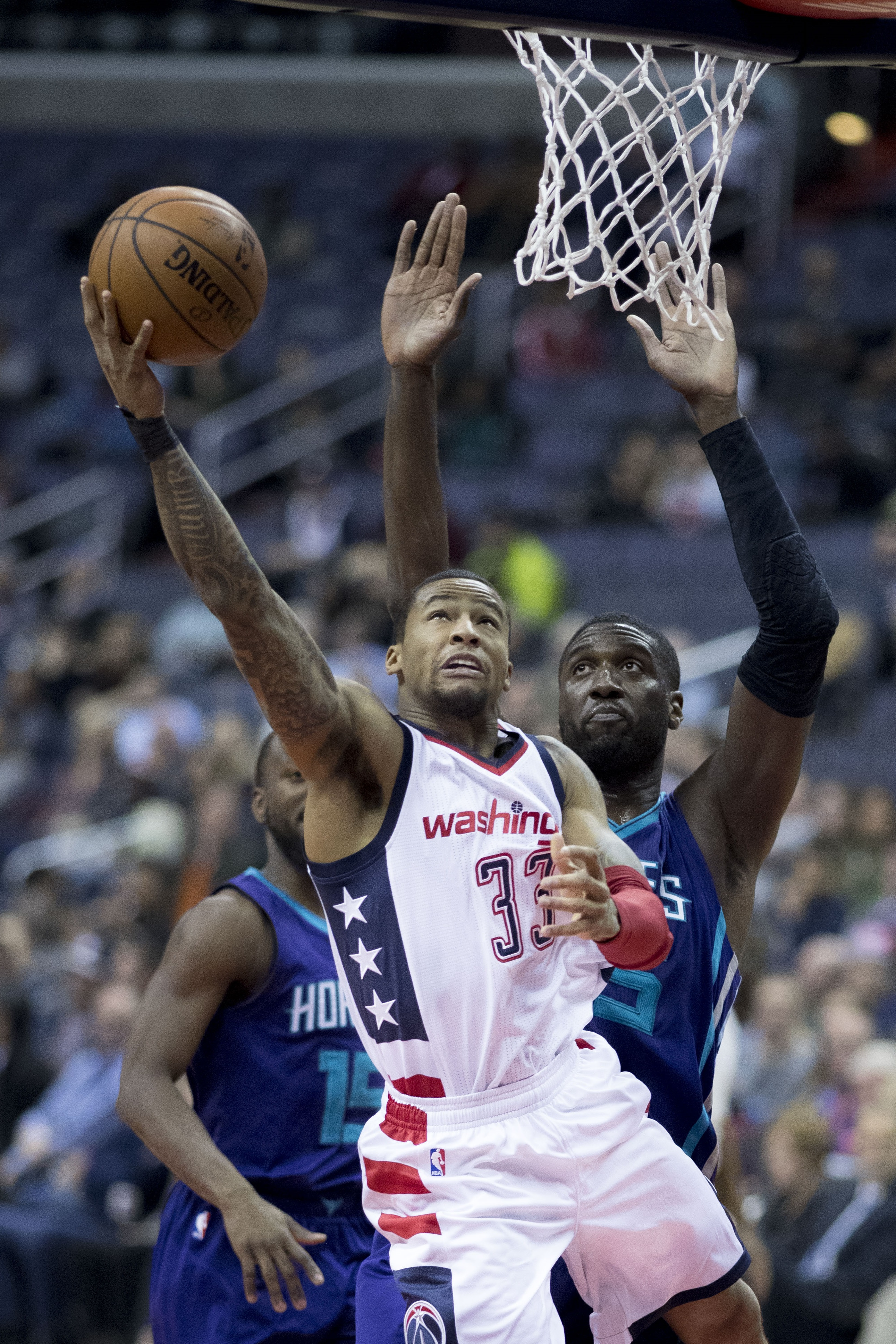
Burke con los wizards en 2016.

Burke fue elegido en la novena posición del Draft de la NBA de 2013 por los Minnesota Timberwolves, aunque posteriormente fue enviado a los Utah Jazz a cambio de Shabazz Muhammad y el senegalés Gorgui Dieng.
Debutó en la NBA el 20 de noviembre de 2013 contra los New Orleans Pelicans.
El 22 de mayo de 2014, fue nombrado en el Mejor quinteto de rookies de la NBA.
El 7 de julio de 2016 fue traspasado a Washington Wizards a cambio de una segunda ronda del draft de 2021.
El 23 de septiembre de 2017 firmó con los Oklahoma City Thunder como agente libre, pero finalmente declinó la oferta. El 11 de octubre firmó con New York Knicks, pero fue despedido tres días más tarde. Finalmente pasó a formar parte de la plantilla de los Westchester Knicks de la G League.
El 14 de enero de 2018, Burke firma con los New York Knicks para lo que resta de temporada, tras promediar 26,6 puntos por partido en la G League.
El 31 de enero de 2019, se hace oficial su traspaso a Dallas Mavericks junto a Kristaps Porziņģis, Tim Hardaway Jr. y Courtney Lee a cambio de Dennis Smith Jr., DeAndre Jordan, Wesley Matthews y un dos futuras elecciones de primera ronda del draft.
El 26 de julio de 2019, firma un contrato de un año con los Philadelphia 76ers. Tras 25 encuentros con los 76ers, el 6 de febrero de 2020 fue cortado.
El 25 de junio de 2020, los Dallas Mavericks firman a Trey para reemplazar a Jalen Brunson de cara a la reanudación de la temporada 2019-20. Después de su buena participación en la 'burbuja de Orlando', el 1 de diciembre, los Mavs renuevan a Burke.
Tras dos temporadas en Dallas, el 15 de junio de 2022 es traspasado a Houston Rockets junto a Sterling Brown, Boban Marjanović y Marquese Chriss, a cambio de Christian Wood. Pero el 30 de septiembre vuelve a ser traspasado junto a David Nwaba, Sterling Brown y Marquese Chriss a Oklahoma City Thunder, a cambio de Derrick Favors, Ty Jerome, Moe Harkless y Theo Maledon. El 17 de octubre es cortado del equipo.

#### NBA G League
El 9 de diciembre de 2022, firma por los Stockton Kings de la NBA G League.
El 30 de octubre de 2023, firma por los Capitanes de Ciudad de México de la NBA G League. Pero se lesionó de gravedad y el 23 de diciembre fue incluido en la lista de lesionados de la larga duración de la G League.

#### Puerto Rico
El 23 de julio de 2024 firma por los Mets de Guaynabo de la Baloncesto Superior Nacional de Puerto Rico.

#### Regreso a la NBA G League
En octubre de 2024 regresa a Capitanes de Ciudad de México como parte del training camp para la temporada 2024-25.

#### China
El 7 de febrero de 2025 firmó con los Guangdong Southern Tigers de la Chinese Basketball Association (CBA).

## Estadísticas de su carrera en la NBA

### Temporada regular
| Año     | Equipo       | PJ  | PT  | MPP  | %TC  | %3P  | %TL  | RPP | APP | ROB | TPP | PPP  |
| ------- | ------------ | --- | --- | ---- | ---- | ---- | ---- | --- | --- | --- | --- | ---- |
| 2013-14 | Utah         | 70  | 68  | 32.3 | .380 | .330 | .903 | 3.0 | 5.7 | .6  | .1  | 12.8 |
| 2014-15 | Utah         | 76  | 43  | 30.1 | .368 | .318 | .752 | 2.7 | 4.3 | .9  | .2  | 12.8 |
| 2015-16 | Utah         | 64  | 0   | 21.3 | .413 | .344 | .817 | 1.8 | 2.3 | .5  | .1  | 10.6 |
| 2016-17 | Washington   | 57  | 0   | 12.3 | .457 | .443 | .759 | .8  | 1.8 | .2  | .1  | 5.0  |
| 2017-18 | New York     | 36  | 9   | 21.8 | .503 | .362 | .649 | 2.0 | 4.7 | .7  | .1  | 12.8 |
| 2018-19 | New York     | 33  | 7   | 20.9 | .413 | .349 | .827 | 1.9 | 2.8 | .6  | .2  | 11.8 |
| 2018-19 | Dallas       | 25  | 1   | 17.4 | .463 | .356 | .837 | 1.5 | 2.6 | .5  | .1  | 9.7  |
| 2019-20 | Philadelphia | 25  | 0   | 13.2 | .465 | .421 | .722 | 1.4 | 2.1 | .3  | .0  | 5.9  |
| 2019-20 | Dallas       | 8   | 1   | 23.9 | .427 | .432 | .909 | 1.9 | 3.8 | 1.1 | .1  | 12.0 |
| 2020-21 | Dallas       | 62  | 1   | 14.7 | .428 | .354 | .895 | .9  | 1.3 | .6  | .1  | 6.6  |
| 2021-22 | Dallas       | 42  | 0   | 10.5 | .391 | .317 | .870 | .8  | 1.4 | .3  | .0  | 5.1  |
| Total   | Total        | 498 | 130 | 20.9 | .410 | .345 | .810 | 1.8 | 3.1 | .6  | .1  | 9.6  |

### Playoffs
| Año   | Equipo     | PJ | PT | MPP  | %TC  | %3P  | %TL   | RPP | APP | ROB | TPP | PPP  |
| ----- | ---------- | -- | -- | ---- | ---- | ---- | ----- | --- | --- | --- | --- | ---- |
| 2017  | Washington | 3  | 0  | 6.6  | .000 | .000 | .000  | .0  | 1.7 | .0  | .0  | .0   |
| 2020  | Dallas     | 6  | 3  | 26.0 | .508 | .471 | .600  | 3.2 | 2.0 | 1.3 | .3  | 12.3 |
| 2021  | Dallas     | 2  | 0  | 8.5  | .000 | .000 | .500  | .5  | .5  | .0  | .0  | .5   |
| 2022  | Dallas     | 10 | 0  | 3.7  | .500 | .400 | 1.000 | .3  | .4  | .1  | .0  | 3.2  |
| Total | Total      | 21 | 3  | 11.0 | .446 | .375 | .722  | 1.1 | 1.0 | .4  | .1  | 5.1  |